# سانت آدریا د بسس
سانت آدریا د بسس (به اسپانیایی: Sant Adrià de Besòs) یک شهرستان در اسپانیا است که در بارسلونس واقع شده‌است.

## خصوصیات
سانت آدریا د بسس ۳٫۷۸ کیلومترمربع مساحت و ۳۵٬۱۵۱ نفر جمعیت دارد.